# 松井陽子 (アナウンサー)
松井 陽子（まつい ようこ、1978年4月11日 - ）は、TVQ九州放送の報道記者、アナウンサー。福岡県福岡市出身。通称「陽子たん」。

## 略歴
- 2001年4月、大学卒業後長崎文化放送に入社。同期入社にはその後テレビ埼玉や東北放送で活躍していた川尻友紀子がいる。
- 長崎文化放送退社後、2003年4月からTBS NEWS（旧・JNNニュースバード→TBSニュースバード）のキャスターに就任。同時にクリエイティブメディアエージェンシー（CMA。現在のキャスト・プラス）に所属。
- 2009年3月31日、6年間在籍したTBSニュースバードを降板した。
- 2010年4月から、文化放送「走れ!歌謡曲」（火曜日未明=月曜深夜）のパーソナリティーに就任。これに伴い、7年近く所属したCMAを退社した。
- サンケイスポーツ（2011年1月19日配信）や公式ブログでの発言などによると、2010年11月に結婚。そして夫が自身の故郷でもある福岡に転勤することになったため、「走れ!歌謡曲」を2011年2月1日未明放送分をもって降板し、当分の間主婦業に専念する意向であることが明らかになった。
- 現在は1児の母[1]。福岡・TVQ九州放送にて、2017年4月の豪雨後の被害を伝えるなど、現場でのリポートや17時台のニュースで、キャスターを務めるなど、スタジオと現場の両方で活躍している。
- 2023年2月5日投開票された北九州市長選挙の開票速報（動画配信）では、報道記者として候補者である津森洋介の選挙事務所から伝えていた。

## 人物
- 身長155cm、血液型B型。
- 日本女子大学卒業。
- テレビ朝日アスク出身。

## ニュースバードでのエピソード
- ファイナンシャル・プランナーの資格取得のため、一時期（2007年4月～6月）ニュースバードのキャスターを離れていた。
- 2007年4月以降、しばらくの間『イブニング・ファイブ』の関東ローカルのレポーターとして出演し、その模様がニュースバードの『列島セレクション』コーナーで放映されることがあった。
- 2007年7月2日、ニュースバードのキャスターに復帰。隔週で東京証券取引所からのリポートの担当を開始したほか、同じく隔週で一部地域を除く地上波でも放送される早朝の『JNNニュースバード』の月曜～水曜のメインキャスター(〜2007年9月）も務めた。2007年10月以降は、深夜・早朝時間帯のメイン制廃止により隔週火曜日のみ出演した。最後期は土曜・日中、日曜・日中を中心に担当。

## 出演番組
- ふくおかサテライト
- テレQニュース

### 長崎文化放送時代の担当番組
- スーパーJチャンネルながさき
- nccニュース
- 朝だ!生です旅サラダ

### 長崎文化放送退社後
- TBSニュースバード（2003年4月 - 2009年3月）
先述の通り出演しなかった時期あり
- クラブ954（パーソナリティ。TBSラジオ、2007年2月18日深夜25：00（19日1：00））
スペシャルウィーク（正確には東京地区でのラジオ各局の聴取率調査）開始前および期間中の日曜日の深夜に放送する番組。本来はTBSラジオの情報キャスターが務める同番組で、ニュースバードのキャスター（当時）が担当したのは異例であった。
- 松井陽子のヴェネツイア紀行（2008年3月29日ほか、CSTBSチャンネル／2008年5月17日、TBSニュースバード／2008年8月17日、BS-i）
- 夢の扉 〜NEXT DOOR〜（2009年8月9日、TBS）
- 走れ!歌謡曲（2010年4月 - 2011年2月1日、文化放送）